# Josef Laßletzberger
Josef Laßletzberger (* 30. September 1862 in Melk; † 8. Juni 1939 in Zelking) war ein österreichischer Militärkapellmeister und Komponist.

## Leben
Josef Laßletzberger wurde zunächst von seinem Vater, einem Chorleiter, an Violine, Klavier und verschiedenen Blasinstrumenten ausgebildet. 1882 trat er in die Regimentsmusik des neu errichteten k.u.k. Infanterie-Regiments Nr. 84 ein. Deren Kapellmeister Karl Komzák unterrichtete Laßletzberger in Harmonie- und Instrumentationslehre und machte ihn zu seinem Stellvertreter. Danach wurde er Kammermusiker im Stift Melk und arbeitete 1890 kurze Zeit als Musikschuldirektor in Fünfhaus. 1896 führte er seine Militärmusikkarriere fort; er wurde zunächst Kapellmeister des k.u.k. Infanterie-Regiments Nr. 100 in Krakau und wechselte 1905 zu seinem alten Regiment, den 84ern, nach Krems. 1908 wurde Laßletzberger wegen des Verdachts der „Unzucht“ steckbrieflich gesucht; er floh nach Amerika, kehrte aber wieder nach Österreich zurück und wurde 1909 vom Kreisgericht Krems freigesprochen. Bis zum Ende der Monarchie diente er als Kapellmeister des k.u.k. Infanterie-Regiments Nr. 41 in Czernowitz. Über seinen weiteren Lebensweg ist wenig bekannt; Laßletzberger lebte zurückgezogen in Zelking und schrieb möglicherweise Kirchenmusik.

## Werk
Laßletzberger wurde vor allem als Marschkomponist bekannt. 1898 errang er beim Kompositionswettbewerb für Militärmärsche, der anlässlich des 50-jährigen Thronjubiläums Franz Josephs I. veranstaltet wurde, mit seinem Stück Für Österreichs Ehr’ (dem späteren Regimentsmarsch des k.u.k. Infanterie-Regiments Nr. 93) den zweiten Platz hinter Karl Komzáks Kaiser-Marsch.

### Märsche
- Für Österreichs Ehr’ (auch bekannt als 93er Regimentsmarsch)
- Kreuz und quer
- Unter Österreichs Fahnen
- 3er Dragoner
- Piff! Paff! Puff!
- Horestzky-Marsch
- Rogulic-Marsch
- 41er Regimentsmarsch (auch bekannt als 41er Kriegsmarsch)
- Sanléque-Marsch
- Oberst-Grössl-Marsch
- Abschiedsmarsch
- Buchenwaldmarsch
- Oberst-Demar-Marsch
- Fahnentreue